# Casa Editrice E. Pietrocola
Casa Editrice E. Pietrocola è stata una casa editrice italiana con sede a Napoli attiva dal 1885 al 1943.

## Storia
La prima fase della storia della casa editrice, della durata di dieci anni, riguarda il periodo che precede la fondazione. La seconda, di quindici, va dalla fondazione alla morte del fondatore. La terza e ultima, la più lunga, va dalla successiva acquisizione della azienda da parte di un nuovo proprietario, avvenuta all'inizio del secolo, fino alla definitiva cessazione di attività durante il secondo conflitto mondiale.
Si deve considerare il 1885 come anno di fondazione della casa editrice, perché in quell'anno Emanuele Pietrocola (Vasto 1847 - Napoli 1899) rilevò la Tipografia editrice dell'Indicatore generale del commercio e il suo nome incominciò a comparire accanto alla denominazione usata precedentemente per le edizioni di quella tipografia. Poiché però allora l'attività di tale tipografia era già avviata, nei cataloghi editoriali distanti di decenni la data d'inizio della casa editrice è fatta risalire. Infatti, mentre nel catalogo del 1932 si trova la dicitura anno XLVII che corrisponde proprio all'anno di acquisizione considerato, in quello del 1928 si legge anno XLV, che corrisponde a due anni prima, e nei cataloghi del 1904, del 1908 e del 1913 è indicato un inizio risalente al 1878.

## Ante fondazione 1875-1884

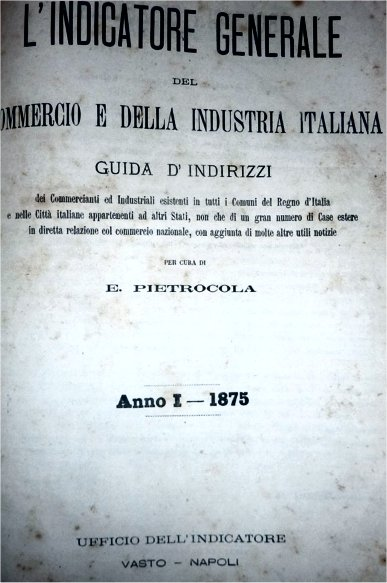
Frontespizio de L'indicatore generale del 1875.

L'attività editoriale promossa dal futuro fondatore incominciò a Vasto nel 1875 quando Emanuele Pietrocola, in qualità di curatore dell'opera, pubblicò per un'apposita tipografia il primo numero dell'Indicatore generale del commercio, un volume di migliaia di pagine contenente centinaia di migliaia di indirizzi utili per il commercio e per l'industria, opera che da allora pubblicherà con cadenza annuale per più di venti anni.
Nel 1881 il libro è premiato all'Esposizione Nazionale di Milano. La sede della tipografia, come la residenza dell'editore, nel tempo si spostano da Vasto a Napoli. Già dai primi anni ottanta, oltre al detto Indicatore generale, risultano pubblicati vari altri libri a nome "Tip. edit.dell'Indicatore generale del commercio" con sede a Napoli prima in Vico Freddo Donnalbina, 6 poi in Strada Cisterna dell'Olio, 44. In questa prima metà degli anni ottanta, infatti, con questa denominazione non ancora integrata dal nome dell'editore, più di trenta titoli risultano nel catalogo OPAC del Servizio Bibliotecario Nazionale. I temi, piuttosto vari, vanno dal Leopardi alla ferrovia metropolitana. Tra questi anche pochi titoli che risultano pubblicati a Vasto come un Sillabario del 1884 e Dei demanii nelle provincie meridionali d'Italia del 1885. Nel 1882 viene pubblicato il primo numero della collana editoriale Biblioteca Legale per molto tempo diretta dall'avvocato Giuseppe Pietrocola, fratello minore del fondatore. Questa serie di pubblicazioni giuridiche, per più di sessanta anni e 3.800 numeri, caratterizzerà, come nessun'altra, la produzione di questa casa editrice.

## Post fondazione 1885-1899
Nel 1885, anno della fondazione, le pubblicazioni aggiungono alla precedente denominazione il nome dell'editore diventando "Tip. edit. dell'Indicatore del Commercio (E. Pietrocola)". Solo nel 1887 la denominazione diventa finalmente "Casa editrice E. Pietrocola".
Questa seconda fase è caratterizzata dal fiorire di interessanti iniziative editoriali. Molte di queste iniziative sia per difficoltà economiche insorte sia per le precarie condizioni di salute del loro ideatore ne seguirono la sorte non superando la fine del secolo.
- Nel 1885 incominciò la serie economica Biblioteca Popolare a centesimi 5 al numero[22], stampata con cadenza settimanale su vari argomenti trattati da vari scrittori tra cui Michele De Citiis, Tommaso Cordella[23], Francesco Dell'Erba. La serie fu interrotta l'anno successivo, poi ripresa nel 1896 per un altro breve periodo.
- Nel 1886 incomincia Piccola Collezione Amena, una collana di libri tascabili con romanzi di importanti autori stranieri come Émile Zola. La collana è diretta dalla migliore espressione culturale della Napoli del tempo: da Gaetano Miranda (1863-1935) e Carlo Petitti (1862-1933) a Onorato Fava (1859-1923). Gli ultimi due sono stati tra i membri fondanti la Società dei Nove Musi. Con questa serie la E. Pietrocola fu la prima casa editrice a pubblicare in Italia i romanzi dei fratelli Edmond de Goncourt e Jules de Goncourt[24].

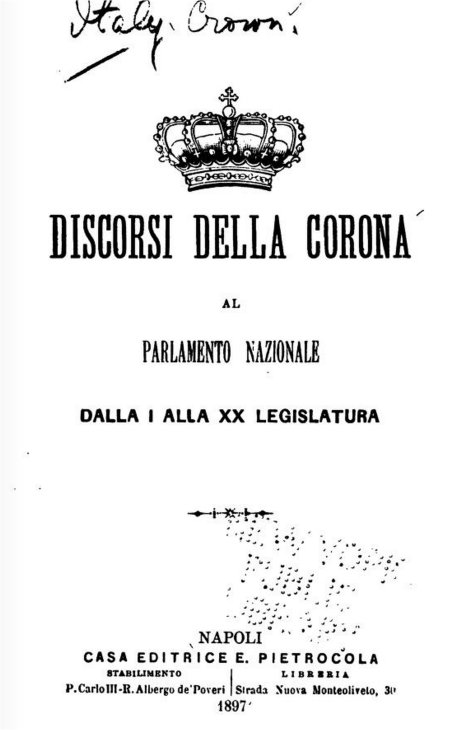
Frontespizio dei Discorsi della Corona (1897)

- Per la collana Biblioteca Varia, il volume di novelle di Gaetano Miranda Napoli che muore[25] con illustrazioni di Rossi e Pratella e con prefazione di Luigi Capuana, che manifesta sconcerto sulla Napoli di quegli anni, ex capitale, scossa da gravi emergenze economiche e sociali. Notevole per la stessa collana anche Storie meste[26].
- In lingua inglese, in collaborazione con la E. Nerville Rolfe, Esq., B.A. vengono pubblicati i libri di Domenico Monaco[27], curatore del Museo Nazionale di Napoli, sulle opere conservate nel museo.[28]
- Per la serie Biblioteca Teatrale, esce Maria Giuditta Brancati, un dramma popolare in quattro atti di Michele Cuciniello[29].
- Per la serie Romanziere Popolare risultano pubblicati autori come de Montépin[30], du Boisgobey[31] e Gaboriau[32].
- Tra le iniziative editoriali fuori collana sono da ricordare quelle storico-postali di Enrico Melillo[33], direttore dell'Uffizio delle Poste di Napoli: La Posta nei secoli[34], Le Poste nel Mezzogiorno d'Italia[35] e Dizionario geografico postale del regno d'Italia[36]. Notevoli anche i Discorsi della Corona al Parlamento nazionale dalla I alla XX legislatura[37].
- Per la collana Collezione Giuridica[38] escono 12 titoli di cui l'ultimo Il procedimento esecutivo mobiliare[39].
- Per i Manuali Pietrocola,[40] la Storia del Risorgimento Italiano[41].
- L'Indicatore Generale del Commercio[42] continuò a essere pubblicato annualmente almeno fino al 1895.

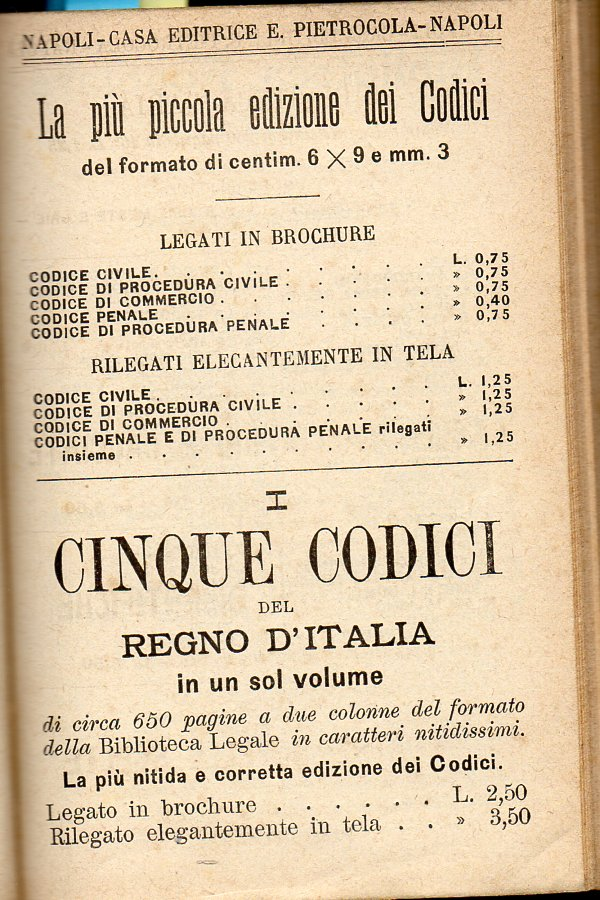
Pubblicità de I cinque codici a p.47 del n. 48 della Biblioteca Popolare (1897)

- Continuarono ancora per un certo periodo pubblicazioni risultanti pubblicate a Vasto. Infatti a nome E. Pietrocola nel catalogo OPAC risultano una decina di titoli dal 1886 al 1888 tra cui Le crisi agrarie e commerciali presso i Romani[43], L'Hegel in Italia[44]. Un'altra decina di titoli si trovano cercando con la vecchia denominazione. Da Ricordi di Storia Vastese[45] di Luigi Anelli del 1885 a Fortuna[46] di Nicola Ruggieri del 1889. Con la vecchia denominazione si trova anche Istonio. Il giornale della domenica, periodico vastese dell'epoca.
- Bollettino settimanale delle Leggi e dei Decreti del Regno d'Italia[47].
- Collezione delle Leggi e dei Decreti del Regno d'Italia anno per anno a partire dal 1861. Volumi di migliaia di pagine elegantemente rilegati venduti in concorrenza con altri editori[47].
- La serie Biblioteca Legale, dopo i pochissimi numeri che precedettero la fondazione, continuò in modo regolare. Vengono pubblicati numerosi testi curati dell'avvocato Luigi Lombardi che vanno dal Sommario di diritto amministrativo[48] al Sommario di diritto Canonico[49] fino al Codice di procedura Civile[50]. Notevole il contributo di Luigi Manzitti con guide e manuali teorico-pratici e altro[51]. Quando nel 1893 si stampa il n.190 della serie, Codice di Pubblica Sicurezza[52], un volume con più di mille pagine, risultano già più di duecento titoli in catalogo.

Nel 1896 la casa editrice pubblicò il n. 331, I cinque codici del Regno d'Italia, anche in formato minuto. Il libro sarà ripubblicato per molti anni.

## Successione 1900-1943
Nel 1899 Emanuele Pietrocola morì e l'azienda fu rilevata da una cartiera di Varese, una ditta intitolata al fondatore Paolo Andrea Molina. Questi aveva anche aperto una importante stamperia a Milano negli anni che vanno dal 1830 al 1860 e fu tra i primi se non il primo) a utilizzare macchine per produrre carta in Italia.
La nuova proprietà integra la denominazione della casa editrice che diventa così "Casa editrice E. Pietrocola successore P.A. Molina". Nella nuova fase le caratteristiche editoriali dell'azienda non cambiano anche se molte delle numerose iniziative avviate da Emanuele Pietrocola, che si erano già arrestate per problemi economici e di salute, terminarono definitivamente. La sede dopo pochi anni si sposta da Via Carlo III-Regio Albergo dei poveri dove si era trasferita già agli inizi degli anni novanta a Via Portamedina alla Pignasecca, 44, dove rimarrà fino alla fine. 

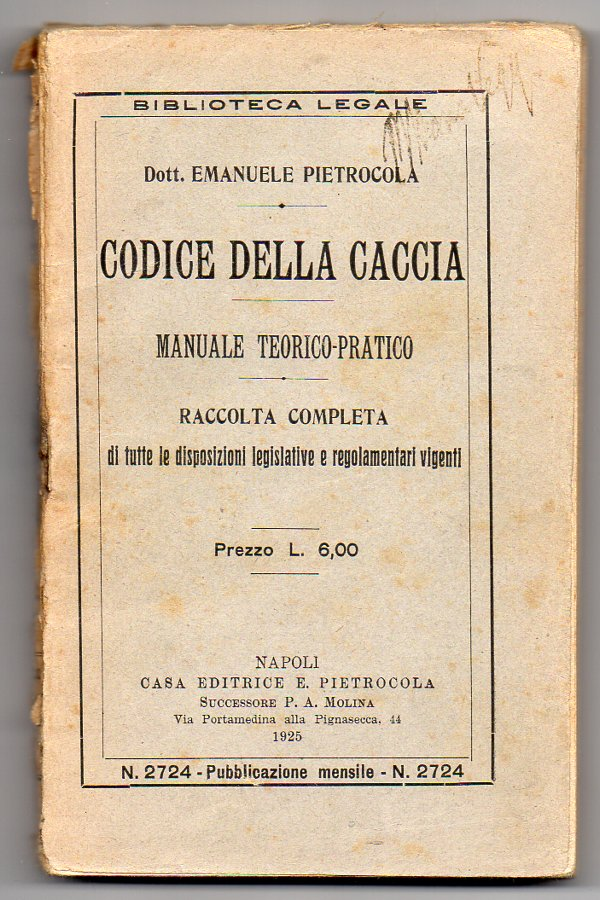
Il Codice della caccia (Biblioteca Legale, n. 2724)

- La collana Biblioteca Legale, diretta dall'avvocato Giuseppe Pietrocola fratello minore dell'editore scomparso, continua le pubblicazioni a pieno ritmo.
- Continua anche la annuale Collezioni delle Leggi e dei Decreti del Regno d'Italia[47].
- Continua il Bollettino settimanale delle Leggi e dei Decreti del Regno d'Italia[47].
- La collana Collezione Giuridica, pur essendo ancora in catalogo nel 1908, non prosegue le pubblicazioni[38].
- In collaborazione con varie Università, usando la denominazione "Stab. tip. Casa edit. E. Pietrocola succ. P.A. Molina", da inizio secolo per circa un ventennio vengono pubblicati molti testi, soprattutto di medicina. Una decina, del 1903, sono di Luigi Ferrannini[59], come ad esempio Azione del succo gastrico umano sui bacilli tubercolari[60].

Alla morte di Giuseppe Pietrocola (1930 circa) l'attività editoriale fu portata avanti dal figlio Emanuele, che già precedentemente lo aveva affiancato alla direzione della collana Biblioteca Legale. Questi guiderà l'azienda fino alla morte, avvenuta nel 1935, quando aveva solo 46 anni di età. Le pubblicazioni di questa casa editrice continueranno ancora per qualche anno giovandosi anche di tipografie esterne come la A. De Vito, ma non supereranno il periodo bellico.